# Televisa
Televisa er en mexicansk mediekoncern og er det største medieselskab i hele den spansktalende verden. Den blev grundlagt i 1950 med navnet Telesistema Mexicano. 
Den 7. september 1970 debuterede TV-programmet «24 Horas» og blev en af Mexicos mest sete nyhedsprogrammer nogensinde. Programværten var den legendariske journalist Jacobo Zabludovsky som har været tv-vært i programmet i næsten 30 år. Den 19. september 1985 forårsagede et jordskælv som målte 8,1 på Richterskalaen omfattende skader i Mexico City og efterlod tårnet på Televisas hovedbygning ødelagt. Alligevel blev tv-programmerne ikke alvorligt berørt.